# Fernanda da Silva
Fernanda França da Silva (født d. 25 september 1989 i  São Bernardo do Campo, Brasilien) er en tidligere kvindelig brasiliansk håndboldspiller som spillede venstre fløj for brasilianske kvindehåndboldlandshold.

## Bedrifter
- Østrigske Håndbold Liga

Vinder: 2012, 2013, 2014
- Østrigs Pokalturnering

Vinder: 2012, 2013, 2014
- Liga Naţională

Vinder: 2015
- Rumæniens Pokalturnering

Finalist: 2015
- EHF Cup Winners' Cup

Vinder: 2013
- Panamerikanske mesterskab

Vinder: 2011, 2015
- Verdensmesterskaberne

Vinder: 2013
 Der er for få eller ingen kildehenvisninger i denne artikel, hvilket er et problem. Du kan hjælpe ved at angive troværdige kilder til de påstande, som fremføres i artiklen.